# New Munster (Wisconsin)
New Munster es un lugar designado por el censo ubicado en el condado de Kenosha en el estado estadounidense de Wisconsin. En el Censo de 2020 tenía una población de 286 habitantes y una densidad poblacional de 93,77 habitantes por km². Fue incluido como CDP en el censo de 2020.

## Geografía
New Munster se encuentra ubicado en las coordenadas 42°34′46″N 88°13′40″O / 42.57944, -88.22778. Según la Oficina del Censo de los Estados Unidos, tiene una superficie total de 3,05 km², todos  correspondientes a tierra firme.